# Simeå
Simeå är en tidigare småort i Bollnäs kommun, belägen i Undersvik socken. 2015 hade folkmängden i området minskat och småorten upplöstes.
I Simeå kan man besöka Simeå Kvarn.